# قرار مجلس الأمن التابع للأمم المتحدة رقم 561
قرار مجلس الأمن التابع للأمم المتحدة رقم 561، المتخذ في 17 نيسان / أبريل 1985، بعد التذكير بالقرارات السابقة حول الموضوع، ودراسة تقرير الأمين العام عن قوة الأمم المتحدة المؤقتة في لبنان (اليونيفيل) المعتمدة في القرار 426 (1978)، قرر المجلس تمديد ولاية اليونيفيل لستة أشهر أخرى حتى 19 أكتوبر 1985.
ثم أعاد المجلس التأكيد على ولاية القوة وطلب من الأمين العام تقديم تقرير عن التقدم المحرز فيما يتعلق بتنفيذ القرارين 425 (1978) و426 (1978).
تم تبني القرار بأغلبية 13 صوتًا، مع امتناع عضوين عن التصويت من جمهورية أوكرانيا الاشتراكية السوفياتية والاتحاد السوفيتي.